# No-One but You (Only the Good Die Young)
«No-One but You (Only the Good Die Young)» (укр. «Ніхто, крім тебе (Тільки найкращі вмирають молодими)») — пісня, яку створили та записали трьома учасниками британського рок-гурту «Queen» після смерті її фронтмена — вокаліста Фредді Мерк'юрі.
Це єдина пісня, яку гурт записав після смерті Мерк'юрі без залучення інших артистів. Вокальну партію виконали гітарист Браян Мей (автор пісні) і барабанщик Роджер Тейлор. Наразі це останній студійний запис бас-гітариста Джона Дікона, який після смерті Мерк'юрі вирішив піти з шоубізнесу.

## Історія
Імпульсом до створення пісні стала смерть Принцеси Діани в серпні 1997 року, але за внутрішнім наповненням композиція являє собою «посвячення» яскравому життю Фредді Мерк'юрі, що так раптово перервалося.
Вона була написана для задуманого Браяном Меєм нового сольного проєкту, який був реалізований їм надалі у вигляді альбому «Another World». Цікаво, що на самому початку роботи над піснею Мей вислав демозапис Роджеру Тейлору, який чесно порадив колезі і другу покласти пісню «в стіл» і скоріше забути про неї. Проте, прослухавши матеріал уважніше, Тейлор вирішив, що пісня може зазвучати в іншій якості — як пісня гурту «Queen». Він подав пропозицію уповільнити темп пісні і частково змінити текст, щоб увагу слухача не загострювати тільки на темі смерті Мерк'юрі. Це, у підсумку, дозволило розширити зміст пісні, надавши їй нової глибини.
Пісня вийшла в світ у двох варіантах: як композиція, що закриває альбом «Queen Rocks», а також окремим синглом. Композиція випускалася на синглах з реміксом пісні «We Will Rock You» на стороні «А», а також з реміксами «Tie Your Mother Down» і «Gimme The Prize» на стороні «Б».
Пісня також увійшла до збірки «Queen» «Greatest Hits III», вона включала тільки трьох членів гурту і стала останнім записом, який вийшов під ім'ям «Queen». Це був також останній запис бас-гітариста Джона Дікона, який згодом пішов з шоубізнесу. Пісня стала останнім оригінальним релізом «Queen» до випуску альбому «Queen Forever» у 2014 році.

## Відеокліп
Музичне відео зняв режисер компанії «DoRo» в студії «Bray Studios», у Лондоні 29 листопада 1997 року, у будинку де був знятий фільм «Шоу жахів Роккі Хоррора». Відео знято в чорно-білому стилі, де в студії представлені лише три члени «Queen», що залишилися.
Друга версія відеокліпу — містить зовсім іншу редакцію, де зображено відеоматеріал Фредді Мерк'юрі протягом усіх його років участі з гуртом. Ця версія була представлена у відеовиданнях «Queen Rocks: The Video» у 1998 році і «Greatest Flix III» на VHS у 1999 році.

## Музиканти
- Браян Мей — головний вокал у першому та третьому куплетах, бек-вокал, піаніно, електрогітара
- Роджер Тейлор — головний вокал у другому куплеті, бек-вокал, ударні
- Джон Дікон — бас-гітара